# Миранда, Ициар
Ициар Миранда Висенте (исп. Itziar Miranda Vicente; род. 21 сентября 1978, Сарагоса) — испанская актриса и писательница.

## Биография
Провела детство и отрочество в городке Эстадилья. В 17 лет переехала в Мадрид, чтобы изучать актёрское мастерство. В 1996—2000 гг. училась в мастерской актёра Хорхе Эйнеса, затем совершенствовала своё профессиональное мастерство в семинарах под руководством разных специалистов, в том числе актёра и режиссёра Эрнана Хене.

## Актёрская карьера
Начала сниматься на телевидении в 1998 году. Известна преимущественно как исполнительница одной из главных ролей в телесериале «Любовь в трудные времена» (исп. Amar en tiempos revueltos; 2005—2012) и его сиквеле «Любовь навсегда» (исп. Amar es para siempre; с 2013 г.). По словам актрисы, эта роль, которой посвящены долгие годы её жизни (к 2019 году вышло около 1600 серий), многое дала ей в понимании женской истории и женских проблем.
Появляется также в эпизодах и небольших ролях в кино, в том числе в фильме «Ревность» (1999) Висенте Аранды. Спорадически выступает и в театре.

## Литературное творчество
С 2005 года в соавторстве со своим братом Хорхе Мирандой Ициар Миранда выпускает серию книг для детей и подростков под названием «Миранда» (испанский издатель — издательство «Edelvives» из Сарагосы). Каждая книга посвящена одному историческому персонажу — женщине; о её жизни в доступной юному читателю форме рассказывает девочка по имени Миранда. Книги серии названы именами главных героинь. Первым выпуском серии стала «Хуанита» — рассказ о кастильской королеве Хуане Безумной, и, по признанию авторов, сперва они хотели писать о жизни знаменитых принцесс — Марии Стюарт или Марии Антуанетты. Однако в дальнейшем концепция изменилась, и следующие выпуски серии были посвящены выдающимся женщинам в разных областях деятельности: художнице Фриде Кало, актрисе Хеди Ламарр, учёной Марии Кюри, певице Билли Холидей, политику Индире Ганди, гимнастке Наде Команечи, основоположнице испанского феминизма Консепсьон Ареналь и другим.
Книги серии «Миранда» рассматриваются не столько как развлекательные, сколько как активистские и просветительские. Пропаганда видимости женщин в различных сферах культуры имеет для Ициар Миранды особое значение — помимо литературной деятельности, она посвятила этой задаче свою работу в качестве представительницы фестиваля классической музыки в Пантикосе, уделяющего много внимания женщинам-композиторам разных эпох.

## Личная жизнь
Ициар Миранда замужем за актёром и телеведущим Начо Рубио. У супругов две дочери — Даниэла (род. 2014) и Хулия (род. 2016), обе появлялись вместе с матерью на съёмочной площадке как дети её героини.